# متقارن‌نما

متقارن‌نمای کلمۀ ambigram به معنی متقارن‌نما، تقارن چرخشی ۱۸۰ درجه

متقارن‌نما یا آمبیگرام (به انگلیسی: Ambigram) که برخی اوقات واژگونی نیز خوانده می‌شود، یکی از شیوه‌های طراحی است که عبارت مورد نظر را می‌توان از چند دید خواند. این طرح‌ها طوری هستند که در صورت چرخش چند درجه‌ای (معمولاً ۱۸۰ درجه) تصویر معمولاً همان عبارت قبلی به چشم می‌خورد. جان لانگدون طراح، نقاش و نویسندهٔ آمریکایی نخستین کسی بود که در سال ۱۹۷۰ این هنر را ابداع کرد. البته پیش از او نیز کسانی بوده‌اند که این هنر را می‌دانسته‌اند.

## نگارخانه

عبارت انگلیسی «ریل» به معنای «واقعی» با فونت و سبکی که نوشته‌شده، با چرخش ۱۸۰ درجه‌ای، «فیک» به معنای «تقلبی» خوانده می‌شود
نشان استاندارد ملی ایران یک متقارن‌نماست که از یک طرف ایران و با چرخش ۱۸۰ درجه isiri خوانده می‌شود. طرحی از مرتضی ممیز در سال ۱۳۶۴[۲]
لوگوی متقارن‌نمای چرخان با عنوان New Man طرحی از ریموند لووی در سال ۱۹۶۹
یک تصویر متقارن‌نما از یک معادله ریاضی که هرچرخشی، چرخش متفاوتی با دیگری نیست.
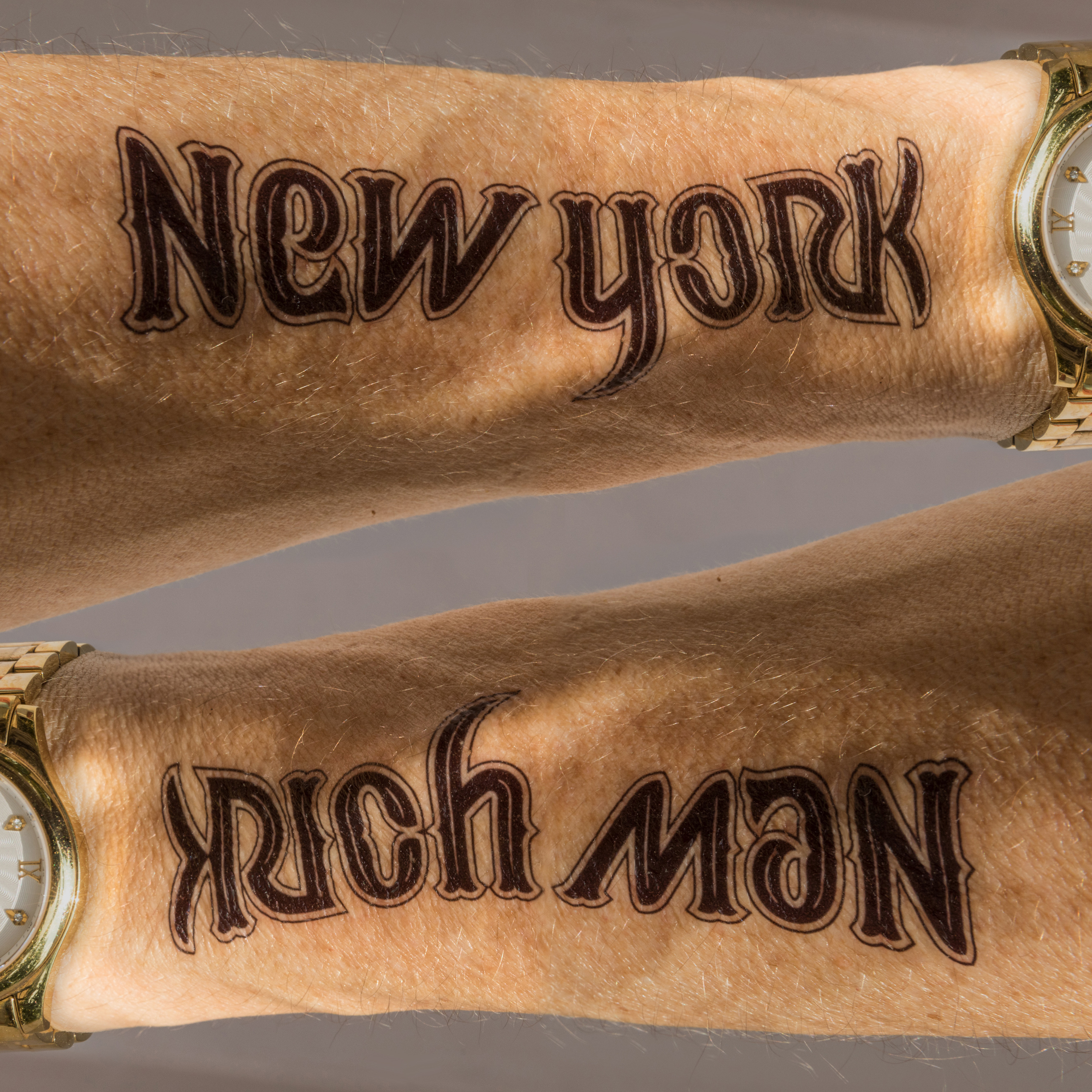
نگاره‌ای از یک خال‌کوبی متقارن‌نما در دو حالت اصلی و چرخشی (۱۸۰ درجه‌ای) بر روی ساعد یک مرد.
در این خال‌کوبی، عبارت «نیویورک» با فونت و سبکی که نوشته‌شده، با چرخش ۱۸۰ درجه‌ای، «مرد ثروتمند» خوانده می‌شود.